# Ashland (Ohio)
Ashland és una població dels Estats Units a l'estat d'Ohio. Segons el cens del 2000 tenia 21.249 habitants.

## Demografia
Segons el cens del 2000, Ashland tenia 21.249 habitants, 8.327 habitatges, i 5.262 famílies. La densitat de població era de 791,9 habitants/km².
Dels 8.327 habitatges en un 29,1% hi vivien nens de menys de 18 anys, en un 48,3% hi vivien parelles casades, en un 11,4% dones solteres, i en un 36,8% no eren unitats familiars. En el 31,8% dels habitatges hi vivien persones soles el 13,8% de les quals corresponia a persones de 65 anys o més que vivien soles. El nombre mitjà de persones vivint en cada habitatge era de 2,32 i el nombre mitjà de persones que vivien en cada família era de 2,92.
Per edats la població es repartia de la següent manera: un 22,6% tenia menys de 18 anys, un 15,4% entre 18 i 24, un 25,1% entre 25 i 44, un 20,3% de 45 a 60 i un 16,6% 65 anys o més.
L'edat mediana era de 35 anys. Per cada 100 dones de 18 o més anys hi havia 82 homes.
La renda mediana per habitatge era de 34.250 $ i la renda mediana per família de 42.755 $. Els homes tenien una renda mediana de 33.634 $ mentre que les dones 21.781 $. La renda per capita de la població era de 16.760 $. Aproximadament el 7,9% de les famílies i el 10,5% de la població estaven per davall del llindar de pobresa.

## Poblacions més properes
El següent diagrama mostra les poblacions més properes.